# Apóstol Francisco I. Madero
Apóstol Francisco I. Madero är en ort i Mexiko.   Den ligger i kommunen Texistepec och delstaten Veracruz, i den sydöstra delen av landet, 500 km öster om huvudstaden Mexico City. Apóstol Francisco I. Madero ligger 33 meter över havet och antalet invånare är 101.
Terrängen runt Apóstol Francisco I. Madero är platt. Runt Apóstol Francisco I. Madero är det ganska glesbefolkat, med 29 invånare per kvadratkilometer. Närmaste större samhälle är Acayucan, 14,6 km norr om Apóstol Francisco I. Madero. Omgivningarna runt Apóstol Francisco I. Madero är en mosaik av jordbruksmark och naturlig växtlighet.